# San Agustín Tlaxiaca
San Agustín Tlaxiaca è un comune del Messico, situato nello stato di Hidalgo.